# Asceua heliophila
Asceua heliophila är en spindelart som först beskrevs av Simon 1893.  Asceua heliophila ingår i släktet Asceua och familjen Zodariidae.
Artens utbredningsområde är Filippinerna. Inga underarter finns listade i Catalogue of Life.